# Günther Gensler
Johann Günther Gensler (Hamburgo, 28 de fevereiro de 1803 - Hamburgo, 28 de maio de 1884) foi um ilustrador e pintor; principalmente de retratos. Sua obra conhecida consiste em mais de 120 pinturas e desenhos a óleo.

## Vida e trabalho
Seu pai era um ourives. Seus irmãos mais novos, Jacob e Martin também se tornaram pintores.
Em 2019, suas obras fizeram parte da exposição" Hamburger Schule – Das 19. Jahrhundert neu entdeckt", no Hamburger Kunsthalle.